# Nomia antecedens
Nomia antecedens är en biart som beskrevs av Cockerell 1931. Nomia antecedens ingår i släktet Nomia och familjen vägbin. Inga underarter finns listade i Catalogue of Life.